# توماس کوروین مندنهال
 توماس کوروین مندنهال (انگلیسی: Thomas Corwin Mendenhall؛ زاده ۴ اکتبر ۱۸۴۱ درگذشته ۲۸ مارس ۱۹۲۴) یک فیزیک‌دان و هواشناس اهل ایالات متحده آمریکا بود.